# Johnny Boychuk
Johnny Boychuk (* 19. ledna 1984 Edmonton) je bývalý kanadský profesionální hokejový obránce, který naposledy nastupoval za New York Islanders v kanadsko-americké NHL.

## Hráčská kariéra
Boychuk byl draftován na 61. místě týmem Colorado Avalanche v roce 2002. Před draftem hrál juniorskou WHL za tým Calgary Hitmen. Svůj první profesionální zápas odehrál v nižší lize AHL za Hershey Bears v sezoně 2004-05.
Další čtyři roky strávil s organizací Avalanche a hrál především za jejich hlavní farmářské týmy v AHL. 5. ledna 2008 si odbyl debut v NHL za Avalanche proti New York Islanders. Zápas ale odehrál nikoli jako obránce, ale na křídle.
24. června 2008 byl vyměněn do Boston Bruins za Matta Hendrickse. Na začátku sezony 2008-09 ho tak Bruins poslali na svou farmu v AHL, do týmu Providence Bruins, kde hned v prvním týdnu získal ocenění pro nejlepšího hráče týdne v AHL. Na začátku prosince 2008 ho Bruins povolali do prvního týmu, kde svůj debut odehrál proti Tampa Bay Lightning. Poté byl ale poslán zpět do Providence, kde dohrál skvělou sezonu, ve které byl vyhlášen nejlepším obráncem ligy, a získal tak Eddie Shore Award, a jmenován do Prvního výběru hvězd AHL.
1. července 2009 podepsal s Bruins novou smlouvu. 5. prosince pak vstřelil svůj první gól v NHL, když prostřelil brankáře Toronto Maple Leafs, Vesu Toskalu. Ještě v prosinci stihl nádherně srazit torontského Matta Stajana a fanoušci mu začali pro svou tvrdou hru i tvrdou střelu říkat „Boom-Boom Boychuk“.

### Ocenění
- 2008-09 - První výběr hvězd AHL
- 2008-09 - Eddie Shore Award pro nejlepšího obránce AHL

## Klubové statistiky
| Sezona     | Klub                 | Soutěž     | Základní část | Základní část | Základní část | Základní část | Základní část | Play off | Play off | Play off | Play off | Play off |
| Sezona     | Klub                 | Soutěž     | Z             | G             | A             | B             | TM            | Z        | G        | A        | B        | TM       |
| ---------- | -------------------- | ---------- | ------------- | ------------- | ------------- | ------------- | ------------- | -------- | -------- | -------- | -------- | -------- |
| 1999/2000  | Calgary Hitmen       | WHL        | 1             | 0             | 0             | 0             | 0             | —        | —        | —        | —        | —        |
| 2000/2001  | Calgary Hitmen       | WHL        | 66            | 4             | 8             | 12            | 61            | 12       | 1        | 1        | 2        | 17       |
| 2001/2002  | Calgary Hitmen       | WHL        | 70            | 8             | 32            | 40            | 85            | 7        | 1        | 1        | 2        | 6        |
| 2002/2003  | Calgary Hitmen       | WHL        | 40            | 8             | 18            | 26            | 58            | —        | —        | —        | —        | —        |
| 2002/2003  | Moose Jaw Warriors   | WHL        | 27            | 5             | 17            | 22            | 32            | 13       | 2        | 6        | 8        | 29       |
| 2003/2004  | Moose Jaw Warriors   | WHL        | 62            | 13            | 20            | 33            | 71            | 10       | 1        | 9        | 10       | 9        |
| 2004/2005  | Hershey Bears        | AHL        | 80            | 3             | 12            | 15            | 69            | —        | —        | —        | —        | —        |
| 2005/2006  | Lowell Lock Monsters | AHL        | 74            | 6             | 26            | 32            | 73            | —        | —        | —        | —        | —        |
| 2006/2007  | Albany River Rats    | AHL        | 80            | 10            | 18            | 28            | 125           | 5        | 1        | 1        | 2        | 4        |
| 2007/2008  | Lake Erie Monsters   | AHL        | 60            | 8             | 18            | 26            | 63            | —        | —        | —        | —        | —        |
| 2007/2008  | Colorado Avalanche   | NHL        | 4             | 0             | 0             | 0             | 0             | —        | —        | —        | —        | —        |
| 2008/2009  | Providence Bruins    | AHL        | 78            | 20            | 45            | 65            | 61            | 16       | 3        | 5        | 8        | 19       |
| 2008/2009  | Boston Bruins        | NHL        | 1             | 0             | 0             | 0             | 0             | —        | —        | —        | —        | —        |
| 2009/2010  | Providence Bruins    | AHL        | 2             | 1             | 0             | 1             | 0             | —        | —        | —        | —        | —        |
| 2009/2010  | Boston Bruins        | NHL        | 51            | 5             | 10            | 15            | 43            | 13       | 2        | 4        | 6        | 6        |
| 2010/2011  | Boston Bruins        | NHL        | 69            | 3             | 13            | 16            | 45            | 25       | 3        | 6        | 9        | 12       |
| 2011/2012  | Boston Bruins        | NHL        | 77            | 5             | 10            | 15            | 53            | 7        | 1        | 2        | 3        | 4        |
| 2012/2013  | Boston Bruins        | NHL        | 44            | 1             | 5             | 6             | 12            | 22       | 6        | 1        | 7        | 10       |
| 2013/2014  | Boston Bruins        | NHL        | 75            | 5             | 18            | 23            | 45            | 12       | 1        | 1        | 2        | 2        |
| 2014/2015  | New York Islanders   | NHL        | 72            | 9             | 26            | 35            | 14            | 7        | 0        | 2        | 2        | 2        |
| 2015/2016  | New York Islanders   | NHL        | 70            | 9             | 16            | 25            | 31            | 11       | 0        | 0        | 0        | 4        |
| 2016/2017  | New York Islanders   | NHL        | 66            | 6             | 17            | 23            | 19            | —        | —        | —        | —        | —        |
| 2017/2018  | New York Islanders   | NHL        | 58            | 6             | 12            | 18            | 30            | —        | —        | —        | —        | —        |
| 2018/2019  | New York Islanders   | NHL        |               |               |               |               |               |          |          |          |          |          |
| NHL celkem | NHL celkem           | NHL celkem | 587           | 49            | 127           | 176           | 292           | 97       | 13       | 16       | 29       | 40       |